# Euclidia fortificata
Euclidia fortificata är en fjärilsart som beskrevs av Fabricius 1794. Euclidia fortificata ingår i släktet Euclidia och familjen nattflyn. Inga underarter finns listade i Catalogue of Life.